# جلاب

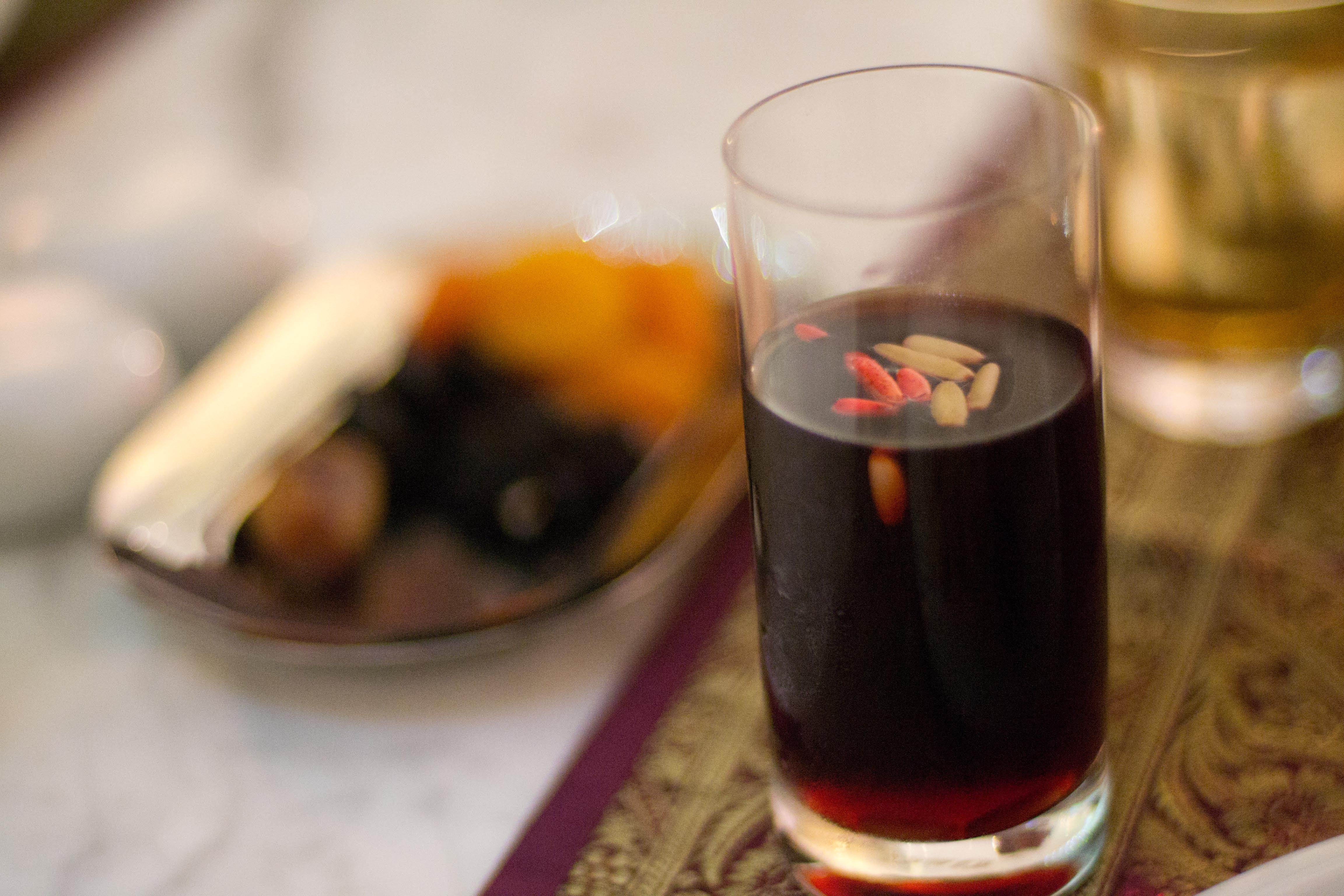
جلاب

جلاب شراب اشتهر في الشرق الأوسط وخاصة في فلسطين وسوريا ولبنان والاردن. ويحضّر الجلاب بكميات كبيرة خلال شهر رمضان.
ويعدّ شراب الجلاب من المشروبات الرمضانية الشهيرة في الشرق الأوسط، والتي تساعد على الحماية من العطش لمدة طويلة واعطاء طاقة كبيرة للجسم حتى يتحمل الصيام

## المكونات
شراب الجلاب عبارة عن دبس الزبيب أو دبس التمر ويحضر بطحن حبوب الزبيب الخالية من البذور وإضافة عصير الليمون والسكر وماء الورد ، ويتم وضع البخور المشتعل في صحن ويوضع على وجه الشراب ويغطى لعدة ساعات ويغلي المزيج على النار حتى يتركز وبعد أن يبرد يعبأ في قوارير زجاجية ويحكم إغلاقها وتترك لعدة أيام لتصبح صالحة للاستعمال ، و لكنه يعتبر في الاسلام مشروب محرم حتى و ان شربه البعض لانه لا يجوز في الاسلام تناول التمر مع الزبيب أو تخمير الزبيب حتى لا يسبب سَكَر و يتحول إلى خمر .

## التحضير
تختلف طريقة تحضيره حسب البلد والتقاليد ولكن الطريقة الشائعة لتقديمه هي تحريك الماء مع الجلاب ثم إضافة المكسرات كاللوز، الصنوبر.

### الطريقة الأولى
لتحضير مشروب الجلاب المنعش بطريقة بسيطة.
المكونات
هذه هي المكونات التي عليك تحضيرها قبل البدء بإعداد الجلاب:
- ½ كوب من التمر.
- 3 ملاعق من دبس التمر.
- كوبان من الماء البارد مع القليل من قطع الثلج.
- ملعقتان من الزبيب.
- ملعقة كبيرة من ماء الورد.
- 3 ملاعق من الصنوبر.

الطريقة
اتبع الخطوات التالية لتحضير مشروب الجلاب:
1. أضف المكونات التالية إلى الخلاط وامزجها جيدًا إلى أن تتحول لمعجون: التمر، الزبيب، الماء البارد.
2. أضف إلى المعجون الناتج ماء الورد ودبس التمر والثلج، ثم شغل الخلاط مرة أخرى حتى تمتزج المكونات وتتجانس.
3. حضر وعاء عميقًا وثبت على سطحه قطعة قماش راشح، ثم قم بسكب المزيج في الوعاء ببطء لتصفيته من أي قطع صلبة.
4. قدم مشروب الجلاب الناتج في أكواب صغيرة مع قطع الثلج.

### الطريقة الثانية
لتحضير مشروب الجلاب المنعش بطريقة أخرى مختلفة.
المكونات
هذه هي المكونات التي عليك تحضيرها قبل البدء بإعداد الجلاب:
- كوب من دبس العنب.
- كوب من الزبيب.
- 4 أكواب من الماء البارد مع القليل من الثلج.
- كوب ماء ورد.
- ملعقتان من الصنوبر.
- ملعقتان من اللوز المقطع.

الطريقة
اتبع الخطوات التالية لتحضير مشروب الجلاب:
1. قم بنقع الزبيب في وعاء يحتوي على ماء لمدة ليلة كاملة.
2. قم بهرس الزبيب وتحويله إلى معجون باستخدام الخلاط الكهربائي، ثم قم بتصفيته عبر استخدام قماش راشح لاستخلاص السائل الموجود في معجون الزبيب.
3. أضف دبس العنب وماء الورد إلى السائل الناتج عن هرس وتصفية الزبيب، وحرك المزيج جيدًا.
4. في قدر على النار قم بغلي المزيج على نار هادئة لبضعة دقائق.
5. أنزل المزيج عن النار واتركه جانبًا حتى يبرد قليلًا.
6. اسكب مشروب الجلاب في قنينة ثم ضعه في الثلاجة لبضعة ساعات.
7. قم بتقديم مشروب الجلاب في في أكواب صغيرة مع القليل من الثلج المجروش والصنوبر واللوز.

## أضرار ومحاذير
رغم أن الجلاب مشروب مفيد ومنعش، إلا أنه يصنع من مكونات قد لا تناسب الجميع، خاصة الدبس، لذا فقد يكون لشربه أضرار عليك أن تعرفها، مثل:
- قد يكون للجلاب تأثير سلبي على مرضى السكري، لذا يفضل أن يتجنب مرضى السكري شربه تمامًا.
- قد يتسبب استهلاك كميات كبيرة من الدبس الموجود في مشروب الجلاب بمشاكل هضمية مثل الإسهال.
- قد يكون لشرب الجلاب تأثيرات سلبية على الأشخاص المصابين بمتلازمة القولون العصبي، لذا يفضل أن يتجنبه هؤلاء تمامًا.

لإعداد مشروب الجلاب بطريقة صحية أكثر وبسعرات حرارية أقل، لا تقم بإضافة السكر إلى مشروب الجلاب، فالسكريات الطبيعية الموجودة فيه تكفي.

## وصلات خارجية
- جريدة النهار اللبنانية، تاريخ وطرق تحضير المشروبات الرمضانية (الجلاب)